# Binnenfahrgastschiff (BiFa) Typ IV
Als Binnenfahrgastschiff (BiFa) Typ IV wird eine weiterentwickelte Typserie von Tagesausflugsschiffen der Yachtwerft Berlin GmbH bezeichnet.

## Geschichte
Die Fahrgastschiffe wurden von 1991 bis 1992 gebaut. Die sieben Schiffe des Typs IV, einschließlich der Salonschiffe, gehören zu einer Anschlussserie des Binnenfahrgastschiffes (BiFa) Typ III. Sie haben im Originalbau in den Salons Platz für 106 Personen und auf dem Sonnendeck für 56 Gäste. Ihre originale Motorbezeichnung steht laut der damals noch gebräuchlichen DDR-TGL 21615 für 6 Zylinder Viertakt Diesel, 14,5 cm Kolbenhub, 12 cm Zylinderbohrung, Baureihe 1, stehend, Reihe, Wasserkühlung aus dem Dieselmotorenwerk Schönebeck. Durch nachträgliche Umbauten, besonders im Bereich der Motorisierung und im Bereich des Oberdecks sowie der navigatorischen Hilfseinrichtungen, können die technischen Angaben und die Angaben zu den Passagierzahlen variieren bzw. abweichen. 
Die Projektnummer Projekt 1112-5, vom Stapel gelaufen als Storkow, erhielt als erstes Schiff nach oben schräg zugehende Bordwände ab Fensterunterkante, wie die nachfolgenden Salonschiffe.

## Die Schiffe der Serie Typ IV
| Nr. | Heutiger Name   | Bauname ex. Namen     | Bild | L/B/T                     | Pers. | Baujahr | Baunummer Nachweis ENI         |
| --- | --------------- | --------------------- | ---- | ------------------------- | ----- | ------- | ------------------------------ |
| 1   | Stadt Wolfsburg | Stadt Wolfsburg       |      | 32,06 m / 5,10 m / 0,90 m | 162   | 1991    | 05802020                       |
| 2   | Babelsberg      | Yacht                 |      | 32,10 m / 5,10 m / 0,90 m | 145   | 1991    | 05610930                       |
| 3   | Stadt Potsdam   | Stadt Potsdam         |      | 32,10 m / 5,10 m / 0,90 m | 156   | 1991    | Weisse Flotte Potsdam 05602550 |
| 4   | Pegasus         | Geltow                |      | 32,10 m / 5,10 m / 0,90 m | 136   | 1992    | 3152 05607560                  |
| 5   | Elbkaiser       | Storkow / G.F. Händel |      | 32,18 m / 5,10 m / 0,90 m | 140   | 1992    | 05607980                       |

## Die Salonschiffe
Die letzten Fahrgastschiffe, die bei dem Nachfolgebetrieb Werft-Berlin GmbH WBG in Köpenick vom Stapel liefen, waren die beiden Salonschiffe Eosander (Bau-Nr. 3157) und Lenné (Bau-Nr. 3159). Sie gelten ebenfalls als Nachfolger der Typ-III-Schiffe und wurden ab 1992 aus dem Typ IV weiterentwickelt. Die Bad Saarow war ursprünglich für den Landwehrkanal in Berlin vorgesehen und so wurde aufgrund der niedrigen Brücken des Gewässers auf ein Steuerhaus im herkömmlichen Sinne verzichtet und der Steuerstand in den Bugsalon des Schiffes eingebaut. Dabei reduzierte sich die Fixpunkthöhe auf einen Mittelwert von nur 3,20 Meter. Beide Schiffe sind gleich lang, haben aber etwas nach oben eingezogene Bordwände ab Fensterunterkante. Die geringe Fixpunkthöhe sowie die eingezogenen Fensterseitenwände und die abklappbare Reling des Oberdecks ermöglichen den Einsatz auf Gewässern mit extrem niedrigen Brückendurchfahrten.
| Nr. | Heutiger Name | Bauname  | Bild | L/B/T                     | Pers. | Baujahr | Baunummer Nachweis ENI |
| --- | ------------- | -------- | ---- | ------------------------- | ----- | ------- | ---------------------- |
| 1   | Diva          | Eosander |      | 32,50 m / 5,10 m / 0,90 m | 140   | 1992    | 3157 05609610          |
| 2   | Bad Saarow    | Lenné    |      | 32,50 m / 5,10 m / 0,90 m | 153   | 1992    | 3159 05610860          |